# Награда Никола Милић
Награда Никола Милић је награда која се додељује за најбољу епизодну улогу на фестивалу Дани комедије у Јагодини. Установљена је 2005. године и носи име српског глумца Николе Милића, који је био родом из Јагодине. Одабир добитника врши трочлани стручни жири.

## Добитници
| Година     | Добитник              | Улога              | Представа                                  | Позориште                                              | Изв.   |
| ---------- | --------------------- | ------------------ | ------------------------------------------ | ------------------------------------------------------ | ------ |
| 2005.      | Милован Филиповић     | Митар              | Џандрљиви муж                              | Српско народно позориште                               | [ 1 ]  |
| 2006.      | Биљана Кескеновић     | Госпођица Фернивал | Мрачна комедија                            | Народно позориште у Сомбору                            | [ 1 ]  |
| 2007.      | Славољуб Матић        | хотелски слуга     | Ти луди тенори                             | Народно позориште Кикинда                              | [ 1 ]  |
| 2008.      | Весна Кљајић Ристовић | Лепосава           | Сабирни центар                             | Народно позориште у Суботици                           | [ 2 ]  |
| 2009.      | Марко Живић           | Ђенка              | Маратонци трче почасни круг                | Позориште на Теразијама                                | [ 3 ]  |
| 2010.      | Александар Маринковић | др Нинковић        | Госпођа министарка                         | Народно позориште у Нишу                               | [ 4 ]  |
| 2011.      | Анастасиа Мандић      | Луси               | Не знам шта је секс, али питање је одговор | Позориште Бошко Буха                                   | [ 5 ]  |
| 2012.      | Радослав Миленковић   | Вучко              | Кумови                                     | Звездара театар                                        | [ 6 ]  |
| 2013.      | Власта Велисављевић   | Таса               | Сумњиво лице                               | Југословенско драмско позориште                        | [ 7 ]  |
| 2014.      | Драган Остојић        | госпођа Дипери     | Зеко, зеко                                 | Народно позориште Кикинда                              | [ 8 ]  |
| 2015.      | Зоран Карајић         | господин Паливец   | Постмодерни кабаре доброг војника Швејка   | Шабачко позориште                                      | [ 9 ]  |
| 2016.      | Јован Торачки         | Жорж               | Прс’о                                      | Народно позориште Тоша Јовановић                       | [ 10 ] |
| 2017.      | Срђан Секулић         | конобар            | Два у један                                | Народно позориште у Суботици                           | [ 11 ] |
| 2018.      | Никола Вујовић        | Жика               | Сумњиво лице                               | Народно позориште у Београду                           | [ 12 ] |
| 2019.      | Милутин Милошевић     | подстанар          | Балкански шпијун                           | Народно позориште у Београду                           | [ 13 ] |
| 2020—2022. | није додељена         | није додељена      | није додељена                              | није додељена                                          |        |
| 2023.      | Даница Грубачки       | Маријана           | Тартиф                                     | Народно позориште у Сомбору и Српско народно позориште | [ 14 ] |
| 2024.      | Бранимир Поповић      | Капо Помпијери     | Ћелава певачица                            | Центар за културу Тиват                                | [ 15 ] |